# Pitcairnia dolichopetala
Pitcairnia dolichopetala là một loài thực vật có hoa trong họ Bromeliaceae. Loài này được Harms miêu tả khoa học đầu tiên năm 1935.